# Heliconius erato phyllis
Heliconius erato phyllis é uma subespécie de inseto; uma borboleta neotropical da família Nymphalidae e subfamília Heliconiinae, encontrada na região de floresta tropical e subtropical úmida atlântica do nordeste, sudeste e sul do Brasil, entre o Ceará e o Rio Grande do Sul e chegando, a sua distribuição geográfica, até o Pantanal, a Bolívia e a Argentina. No Brasil, ela pode receber a denominação vernácula de Maria-boba, Castanha-vermelha, Alemã ou Crista-de-galo, tendo sido classificada por Johan Christian Fabricius, com a denominação de Papilio phyllis, no ano de 1775, a partir de um espécime-tipo com proveniência do Brasil, no texto Systema Entomologiae, Sistens Insectorum Classes, Ordines, Genera, Species, Adiectis Synonymis, Locis, Descriptionibus, Observationibus.

## Heliconius erato
Heliconius erato phyllis é uma das variações cromáticas, ou subespécies, de Heliconius erato (Linnaeus, 1758), uma espécie que habita a América Central e do Sul, entre o nível médio do mar a até 2.300 metros de altitude, do México até a Argentina e que é geograficamente variável e envolvida em padrões de mimetismo mülleriano com Heliconius melpomene na maior parte de sua região de ocorrência. Seus indivíduos podem atingir até os seis ou oito centímetros de envergadura.

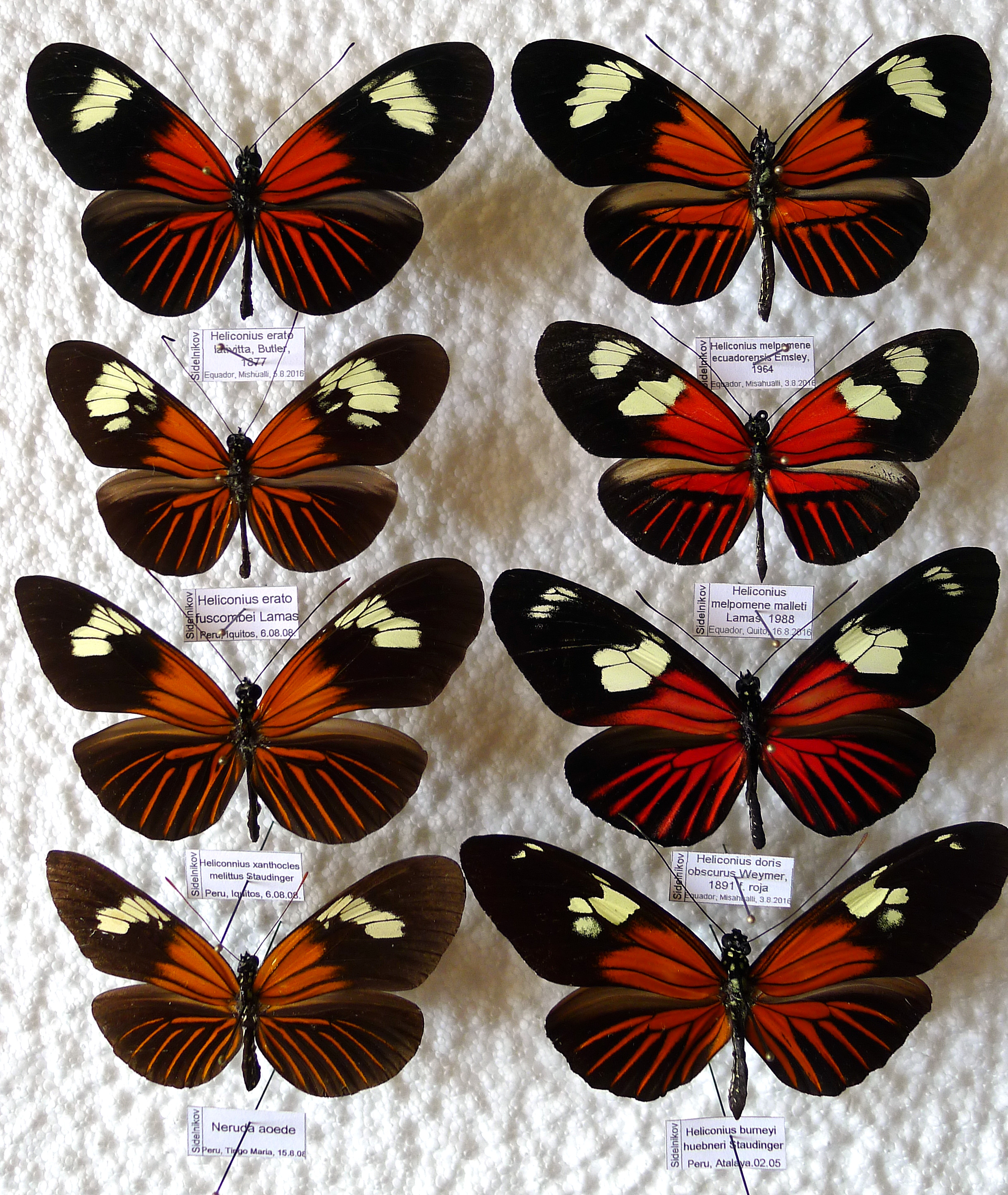
Fotografia com diversas borboletas da tribo Heliconiini, com a variação cromática de H. erato na bacia do rio Amazonas e sua relação de mimetismo mülleriano com outras espécies da região, incluindo H. melpomene e Neruda aoede.

## Hábitos e habitat
Esta borboleta geralmente voa de forma errática e a uma altura baixa, em habitats de beira de floresta como clareiras e trilhas; mas também sendo comum em vários tipos de ambientes antrópicos como jardins e parques de cidades, onde procuram o néctar de flores como as de Lantana camara (gênero Lantana) e Stachytarpheta cayennensis (gênero Stachytarpheta). No acasalamento, machos sentam-se nas crisálidas de fêmeas um dia antes de seu surgimento, com a fecundação ocorrendo na manhã seguinte, antes que a fêmea tenha eclodido completamente. Os adultos dormem durante a noite em pequenos grupos empoleirados.

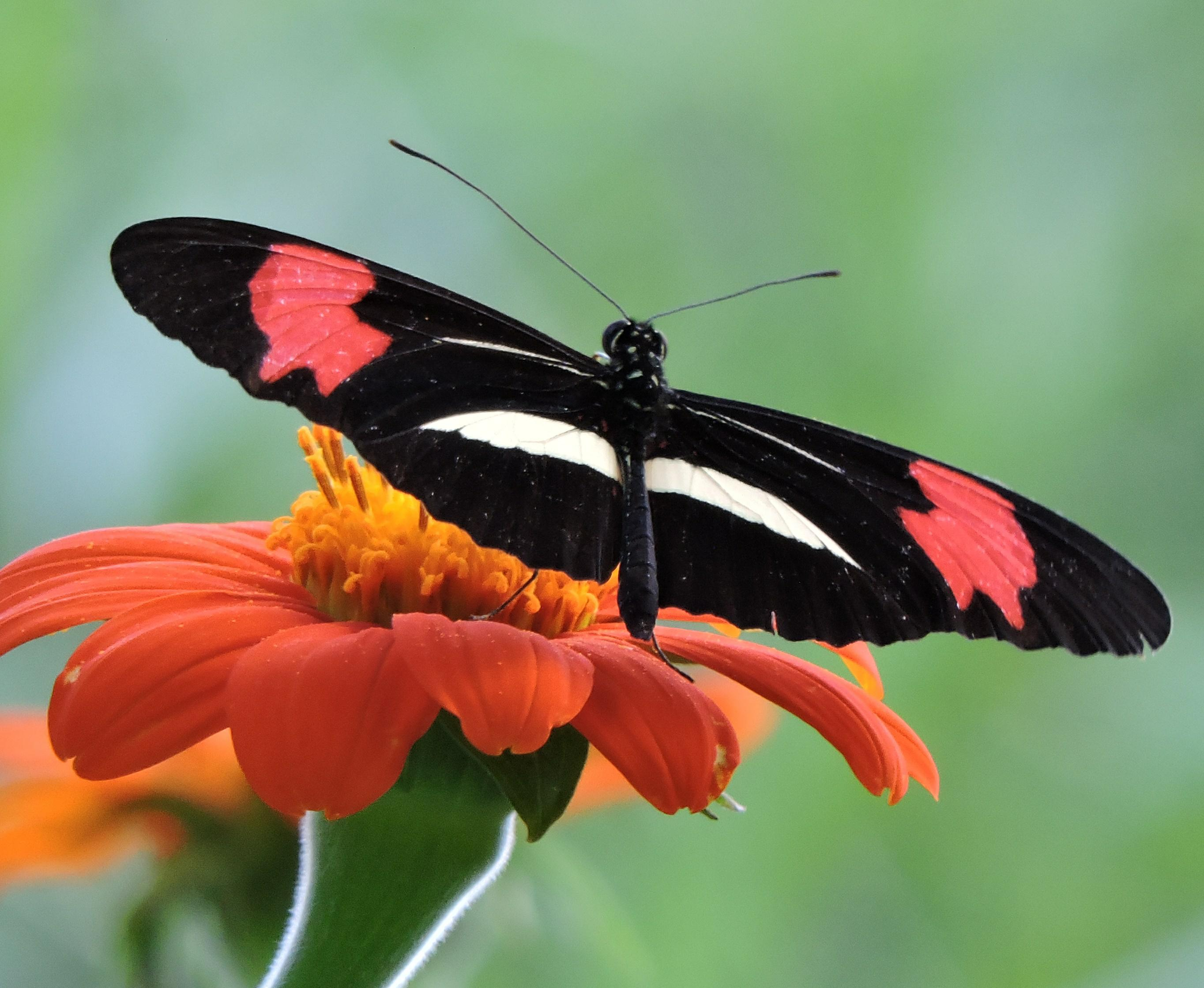
Fotografia de H. erato phyllis em inflorescência de Asteraceae, vista superior.

## Aposematismo e mimetismo
Suas lagartas se alimentam de plantas do gênero Passiflora (família Passifloraceae), incluindo Passiflora organensis. São brancas e espinescentes, com pintas negras e tendências canibalísticas, sendo evitadas por predadores devido às substâncias tóxicas que assimilam de sua planta-alimento. Os adultos também são evitados, apresentando suas asas moderadamente longas e estreitas, de coloração predominante em negro aveludado, vistas por cima, com a presença de uma mancha vermelha nas asas anteriores e uma faixa longitudinal amarelada em suas asas posteriores. Através de seleção natural, outras espécies do mesmo habitat as mimetizam a partir do Rio de Janeiro até o norte e a região centro-oeste do Brasil, como Heliconius melpomene burchelli e Heliconius melpomene nanna, tornando a correta identificação mais criteriosa. Outra espécie que imita Heliconius erato phyllis, na região sudeste e sul, é Eresia lansdorfi (Nymphalidae, Nymphalinae), que apresenta o ápice das asas anteriores menos arredondado.

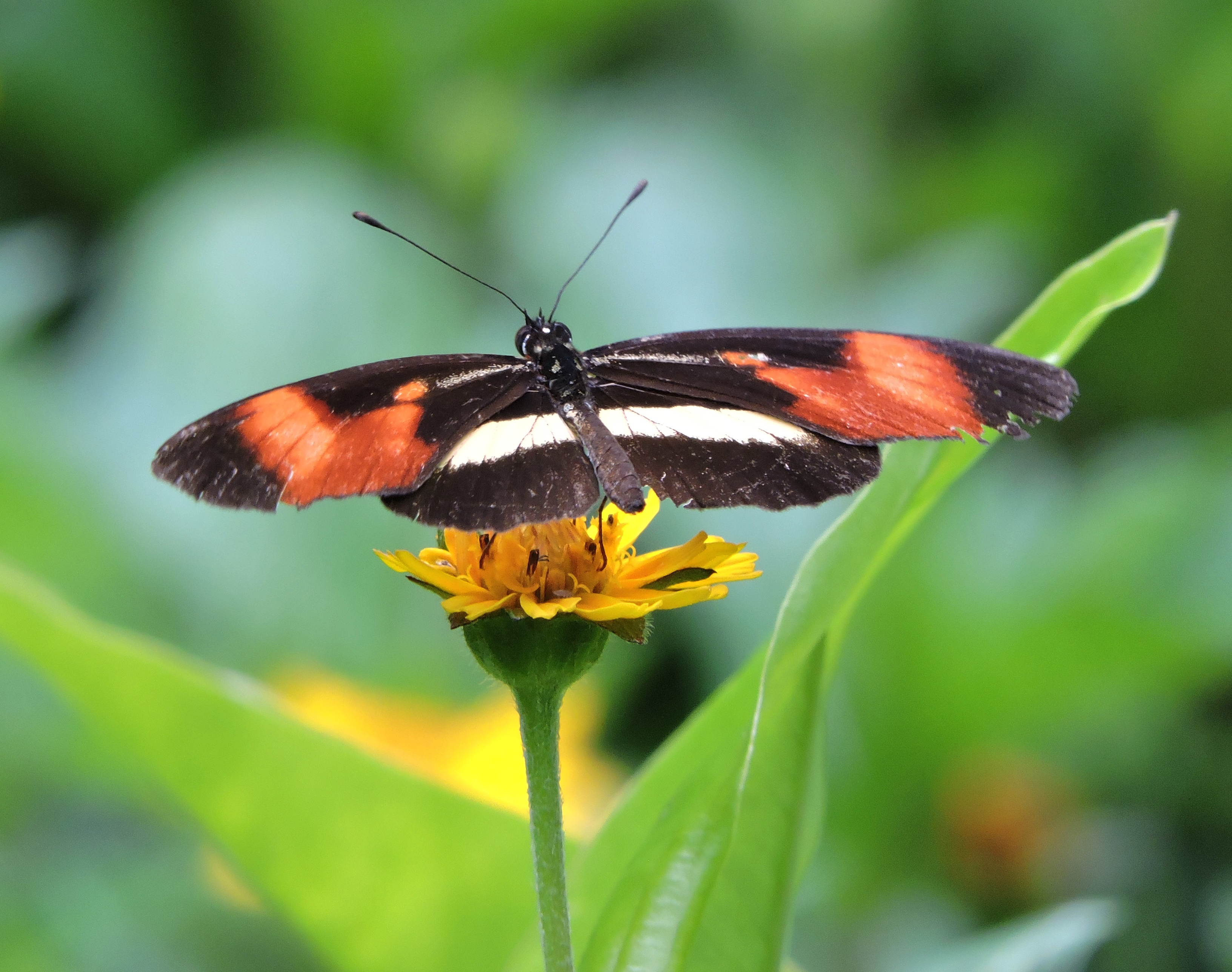
Fotografia de Eresia lansdorfi em inflorescência de Asteraceae, vista superior.

## Diferenciação entreH. erato phylliseH. besckei
Na região centro-oeste, sudeste e sul do Brasil, Heliconius erato phyllis difere de Heliconius besckei pela ausência de pequena área em amarelo nas asas dianteiras, bem acima da mancha vermelha, assim como na presença de uma faixa vermelha margeando as asas posteriores, em beskei, quando a borboleta é vista por baixo.

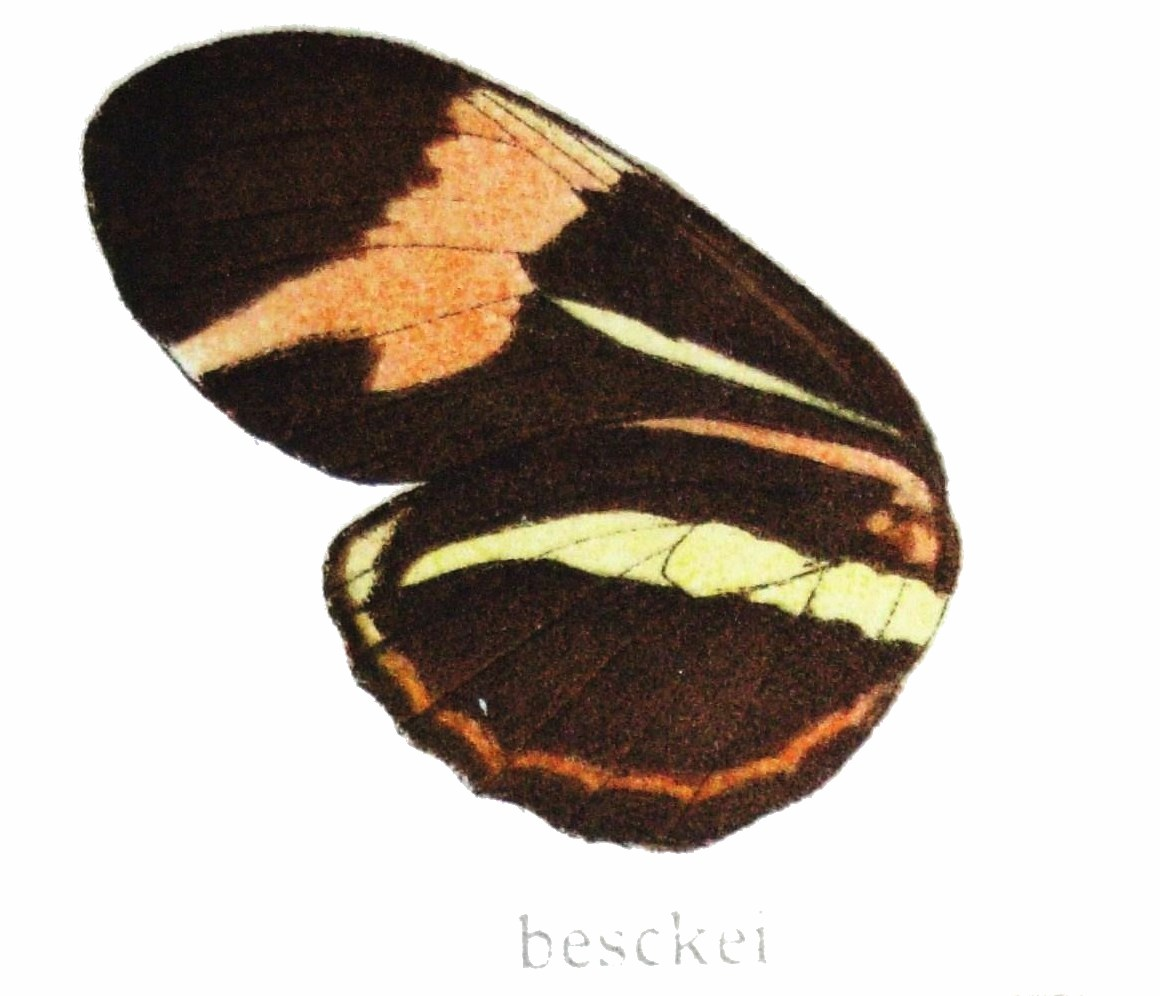
Fotografia da asa direita de Heliconius besckei, vista inferior.